# Маківка (заповідне урочище)
Ма́ківка — заповідне урочище (лісове) місцевого значення в Україні. Розташоване в межах Сколівського району Львівської області, між селами Головецько і Тухля. 
Площа 397 га. Статус надано згідно з рішенням Львівського облвиконкому № 34 від 01.02.1991 року. Перебуває у віданні ДП «Славський лісгосп» (Головецьке лісництво, кв. 6, 7, 12, 14). 
Статус надано з метою збереження цінних ландшафтів з високопродуктивними еталонними насадженнями ялини звичайної. Урочище розташоване на схилах гори Маківка, що в масиві Сколівські Бескиди. 